# Liu Tingting
Liu Tingting (chiń. upr. 刘婷婷; pinyin Liú Tíngtíng; ur. 29 października 1990) – chińska lekkoatletka specjalizująca się w rzucie młotem.
Srebrna medalistka mistrzostw Azji w Kobe, a niecałe dwa miesiące później na światowym czempionacie w Daegu odpadła w eliminacjach. Dwa lata później wystąpiła na tych samych imprezach, z tym samym skutkiem. W 2015 została złotą medalistką mistrzostw Azji w Wuhanie, a także wystąpiła na mistrzostwach świata w Pekinie, nie awansując do finału konkursu rzutu młotem. Uczestniczka igrzysk olimpijskich w Rio de Janeiro (2016) oraz srebrna medalistka mistrzostw Azji (2017).
Medalistka mistrzostw Chin.
Rekord życiowy: 73,06 (17 maja 2014, Halle).

## Osiągnięcia
| Rok  | Impreza                             | Miejsce        | Pozycja           | Wynik |
| ---- | ----------------------------------- | -------------- | ----------------- | ----- |
| 2011 | Mistrzostwa Azji                    | Kobe           | 2. miejsce        | 65,42 |
| 2011 | Mistrzostwa świata                  | Daegu          | el. – 28. miejsce | 63,12 |
| 2013 | Mistrzostwa Azji                    | Pune           | 2. miejsce        | 67,16 |
| 2013 | Mistrzostwa świata                  | Moskwa         | el. – 14. miejsce | 69,68 |
| 2015 | Mistrzostwa Azji                    | Wuhan          | 1. miejsce        | 68,24 |
| 2015 | Mistrzostwa świata                  | Pekin          | el. – 22. miejsce | 67,07 |
| 2016 | Igrzyska olimpijskie                | Rio de Janeiro | el. – 16. miejsce | 69,14 |
| 2017 | Mistrzostwa Azji                    | Bhubaneswar    | 2. miejsce        | 69,45 |
| 2019 | Mistrzostwa świata                  | Doha           | el. – 25. miejsce | 67,11 |
| 2019 | Światowe wojskowe igrzyska sportowe | Wuhan          | 5. miejsce        | 65,61 |